# Camarosporium pini
Camarosporium pini är en svampart som först beskrevs av Westend., och fick sitt nu gällande namn av Pier Andrea Saccardo 1884. Camarosporium pini ingår i släktet Camarosporium, ordningen Botryosphaeriales, klassen Dothideomycetes, divisionen sporsäcksvampar och riket svampar.  Utöver nominatformen finns också underarten conorum.